# IKONOS
IKONOS − komercyjny satelita obrazujący powierzchnię Ziemi, jako pierwszy rejestrował dostępne publicznie zdjęcia o 1-metrowym pikselu w zakresie panchromatycznym i 4-metrowym w zakresie wielospektralnym.

## Specyfikacja

### Rozdzielczość przestrzenna
- 1-metrowe panchromatyczne (1-m PAN)
- 4-metrowe wielospektralne (4-m MS)
- 1-metrowe pan-sharpened (1-m PS)

### Rozdzielczość spektralna
| Kanał           | Zakres długości rejestrowanych fal |
| --------------- | ---------------------------------- |
| 1 (niebieski)   | 0,445-0,516 µm                     |
| 2 (zielony)     | 0,506-0,595 µm                     |
| 3 (czerwony)    | 0,632-0,698 µm                     |
| 4 (podczerwony) | 0,757-0,853 µm                     |

### Rozdzielczość czasowa
IKONOS jest w stanie wykonać zdjęcia tego samego terenu w okresie od 3 do 5 dni. Aby pojawić się znowu dokładnie w nadirze nad tym samym punktem potrzeba 144 dni.

### Obrazowany pas
Pojedyncza scena obrazowanego pasa ma wymiary 11 km x 11 km.

### Wykorzystanie
Zdjęcia wykonane przez satelitę IKONOS wykorzystuje między innymi serwis Zumi.